# Gourmet
Gourmet是長江和記實業旗下屈臣氏集團於2005年6月於香港設立的超級市場，主要對象是中產階級的消費者，售賣世界各地之入口食品為主。Gourmet於2011年2月27日暫停營業，以便由原址銅鑼灣利園一期地庫搬遷至禮頓中心地庫，並於2012年1月在新址重新開業。
Gourmet的利園一期商場原址是翻新屈臣氏集團旗下百佳超級市場，並改成新模式經營，店內出售的產品較同集團旗下百佳多及進口貨品。新店位於禮頓中心B2地庫，位置較隱閉，內部裝修與一般百佳無異。

## 分店

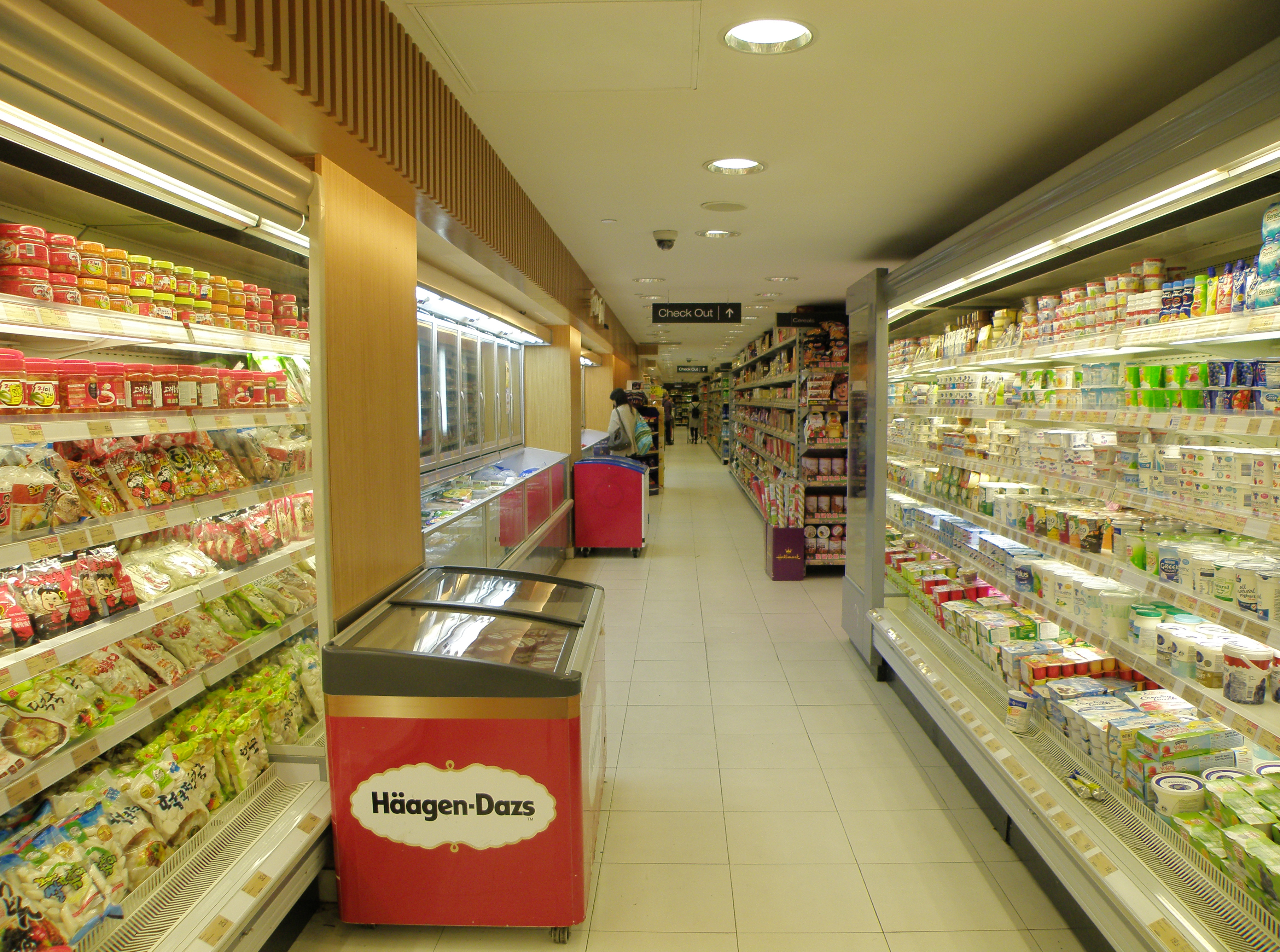
Gourmet於禮頓中心分店，已轉為同系的fusion超市

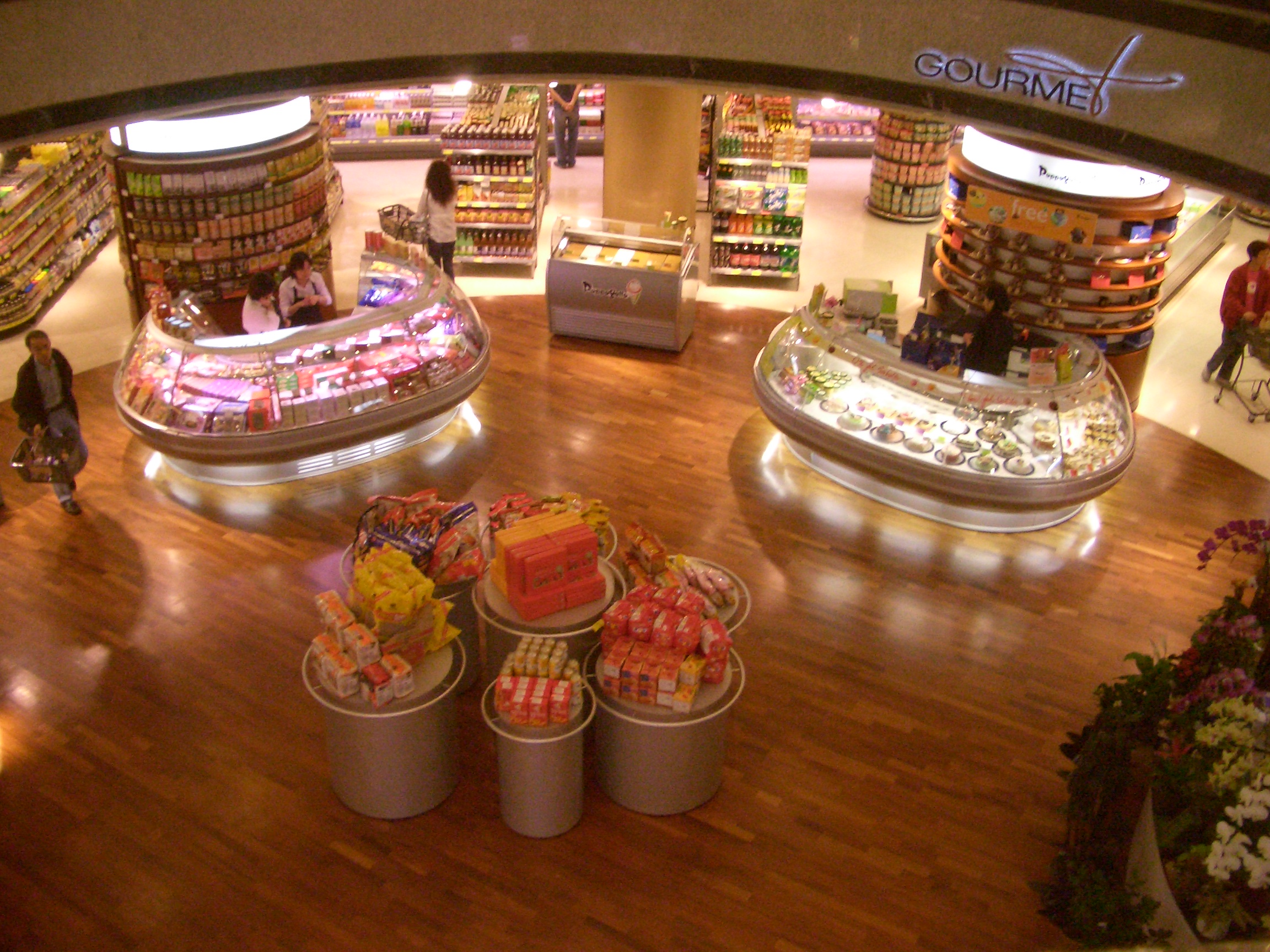
Gourmet於利園一期商場分店 (已於2011年結業)

灣仔利東街分店於2016年6月開業。堅道88號亦有一家分店，由同系fusion改裝。2022年，在金鐘廊開設分店。
| 分店地址                                 | 營業時間         |
| ---------------------------------------- | ---------------- |
| 香港灣仔利東街地庫一樓B15-21及B23-29號舖 | 10:00am–10:00pm  |
| 香港半山堅道88號地下                     | 8:00am - 10:00pm |

## 售賣產品
- 西式凍肉區
- 芝士區
- 日本韓國食品區
- 新鮮麵包區
- 西式肉類/冰鮮豬肉區
- 新鮮蔬果區
- 壽司區
- 糧油雜貨區
- 葡萄酒及烈酒區
- 沙律和三文治區
- 個人護理用品區
- 清潔用品區
- 乳酪奶品區
- 急凍食品區
- 嬰兒奶粉區

## 出售產品
Gourmet出售來自全球的產品，包括：
- 來自全球的雜貨
- 新鮮海產
- 來自亞洲及歐洲的產品
- 環球熟食

## 個人化服務
- 免費泊車
- 免費送貨服務